# Прокофьев, Сергей Михайлович
Сергей Михайлович Прокофьев (1915, Петроград — 1979, там же) — советский шахматист, мастер спорта СССР (1973).

## Биография
Занимался шахматами с 13 лет.
В 1936 г. был призван на военную службу. Служил в пограничных войсках на Дальнем Востоке. Участвовал во многих турнирах шахматистов Дальневосточного края. Выступал за ВФСО «Динамо».
В 1962 г. вернулся в Ленинград. С большим успехом выступал в заочных соревнованиях. Стал первым представителем Ленинграда, выполнившим норму мастера спорта СССР в чемпионате страны по переписке. Выиграл 4 отборочных турнира и стал серебряным призером 10-го ч-та СССР (1971—1972 гг.; без поражений; на пол-очка отстал от победителя турнира Л. Е. Омельченко). В составе сборной Ленинграда стал победителем 3-го традиционного командного турнира «Балтийское море — море дружбы» (1974—1978 гг.; 7½ из 11 на 4-й доске).